# Malta Challenger 1994
Il Malta Challenger 1994 è stato un torneo di tennis facente parte della categoria ATP Challenger Series nell'ambito dell'ATP Challenger Series 1994. Il torneo si è giocato a Sliema in Malta dal 2 all'8 maggio 1994 su campi in cemento.

## Vincitori

### Singolare
Hendrik Jan Davids ha battuto in finale  Martin Sinner con il punteggio di 6–4, 7–6

### Doppio
Lionnel Barthez /  Radomír Vašek hanno battuto in finale  Clinton Ferreira /  Ellis Ferreira con il punteggio di 6–2, 3–6, 6–2